# أحداث القرن العشرين
بعد القرن التاسع عشر، غيرت أحداث القرن العشرين العالم بطرق غير مسبوقة. أثارت الحربان العالميتان التوتر بين الدول وأفضت إلى صنع القنابل الذرية، وأدت الحرب الباردة إلى سباق الفضاء وصناعة الصواريخ الفضائية، وأُنشئت الشبكة العنكبوتية العالمية. لعبت هذه التطورات دورًا هامًا في حياة المواطنين وشكلت القرن الحادي والعشرين الذي نعرفه اليوم.

## الأحداث في القرن العشرين

### العالم في بداية القرن
من 1914 حتى 1918، تسببت الحرب العالمية الأولى وتبعاتها بتغييرات كبيرة في ميزان القوى في العالم، ودمرت أو غيرت بعض أقوى الإمبراطوريات.

#### «الحرب التي ستنهي كل الحروب»: الحرب العالمية الأولى (1914-1918)
بدأت الحرب العالمية الأولى والتي سماها معاصروها «الحرب العظمى»، في 1914 وانتهت في 1918. أشعل فتيلها اغتيال وريث عرش الإمبراطورية النمساوية المجرية في سراييفو الأرشيدوق فرانز فرديناند على يد غافريلو برينسيب من منظمة «البوسنة الشابة»، وهي حركة تحريرية لصرب البوسنة. هب الروس لمساعدة الصرب عندما تعرضوا للهجوم، كونهم ملزمين وفق القومية السلافية بمساعدة الدولة الصربية الصغيرة. جرّت التحالفات المتشابكة وسباق التسلح المتزايد والأحقاد القديمة أوروبا إلى الحرب. تألف الحلفاء، الذين عُرفوا بداية باسم «الوفاق الثلاثي»، من الإمبراطورية البريطانية وفرنسا وإيطاليا وروسيا. عُرفت ألمانيا والإمبراطورية النمساوية المجرية وبلغاريا ولاحقًا الإمبراطورية العثمانية باسم «قوى المركز».
في 1917، أنهت روسيا الأعمال العدائية ضد قوى المركز بعد سقوط القيصر. فاوض البلاشفة على معاهدة برست ليتوفسك مع ألمانيا، على الرغم من أنها كانت مكلفة للغاية بالنسبة لروسيا. تنازلت روسيا البلشفية في المعاهدة عن دول البلطيق لألمانيا، وعن مقاطعة كارس أوبلاست في جنوب القوقاز للإمبراطورية العثمانية. اعترفت أيضًا باستقلال أوكرانيا. على الرغم من أن ألمانيا نقلت قوات ضخمة من الجبهة الشرقية إلى الغربية بعد توقيع المعاهدة، لم تتمكن من إيقاف تقدم الحلفاء، خاصة مع دخول القوات الأمريكية في 1918.
كانت الحرب بحد ذاتها فرصة للدول المتحاربة لإظهار قوتها العسكرية وإبداعها التكنولوجي. قدم الألمان الرشاش واليو بوت والغازات المميتة. كان البريطانيون أول من استخدم الدبابة. كان لدى كلا الجانبين فرصة لاختبار طائراتهم الجديدة للتحقق من إمكانية استخدامها في الحروب. ظُن على نطاق واسع أن الحرب ستكون قصيرة. لسوء الحظ، بما أن حرب الخنادق كانت أفضل أشكال الدفاع، فإن التقدم من كلا الجانبين كان بطيئًا للغاية، وجاء بثمن باهظ في الأرواح.
عندما انتهت الحرب أخيرًا في 1918، مهدت النتائج الطريق للسنوات العشرين القادمة. أولًا وقبل كل شيء، أُجبر الألمان على توقيع معاهدة فرساي، ما أجبرهم على دفع مبالغ باهظة لإصلاح الأضرار التي حصلت في أثناء الحرب. شعر الكثير من الألمان أن هذه التعويضات غير عادلة لأنهم في الواقع لم «يخسروا» الحرب ولم يشعروا بأنهم سببوها (انظر أسطورة الطعنة في الظهر). لم تُحل ألمانيا من قبل قوات الحلفاء قط، ومع ذلك كان عليها قبول حكومة ديموقراطية ليبرالية فرضها المنتصرون بعد إجبار القيصر فيلهلم على التنازل عن العرش.
أعاد المنتصرون رسم جزء كبير من خريطة أوروبا استنادًا إلى النظرية القائلة إنه يمكن منع الحروب في المستقبل إذا كان لجميع الجماعات العرقية «وطن» خاص بها. أُنشأت دول جديدة مثل يوغوسلافيا وتشيكوسلوفاكيا من الإمبراطورية النمساوية المجرية السابقة لاستيعاب التطلعات القومية لهذه الجماعات. شُكلت هيئة دولية تحت اسم عصبة الأمم للتوسط في النزاعات ومنع الحروب المستقبلية، مع أن فعاليتها كانت محدودة للغاية بسبب ترددها وعدم قدرتها على التصرف، بالإضافة إلى أمور أخرى.

#### الثورة الروسية والشيوعية
أثارت الثورة الروسية في 1917 (التي انتهت بالإطاحة بالنظام القيصري والإعدام الوحشي لصاحب السمو الإمبراطوري نيقولا الثاني وعائلته) موجة من الثورات الاشتراكية في جميع أنحاء أوروبا، ما دفع الكثيرين للاعتقاد بقرب نشوب ثورة اشتراكية عالمية في المستقبل القريب. مع ذلك، هُزمت الثورات الأوروبية وتوفي فلاديمير لينين في 1924، وفي غضون سنوات قليلة، حل جوزيف ستالين محل ليون تروتسكي ليصبح القائد الفعلي للاتحاد السوفيتي. لم تعد فكرة الثورة العالمية بارزة، وركز ستالين على «الاشتراكية في بلد واحد» وشرع في خطة جريئة للعمل الجماعي والتحول الصناعي. أُصيب غالبية الاشتراكيين والكثير من الشيوعيين بخيبة الأمل من حكم ستالين الأوتوقراطي وعمليات التطهير التي نفذها واغتيال «أعدائه»، فضلًا عن أنباء المجاعات التي فرضها على شعبه.
تعززت الشيوعية بصفتها قوة في الديمقراطيات الغربية عندما انهار الاقتصاد العالمي في 1929 فيما عرف لاحقًا بالكساد الكبير. رأى الكثير من الناس هذا على أنه المرحلة الأولى من نهاية النظام الرأسمالي وانجذبوا إلى الشيوعية باعتبارها الحل للأزمة الاقتصادية، لاسيما أن التطور الاقتصادي للاتحاد السوفيتي في ثلاثينيات القرن العشرين كان قويًا ولم يتأثر بأزمة العالم الرأسمالي.

### ما بين الحربين

#### الكساد الاقتصادي
بعد الحرب العالمية الأولى، بقي الاقتصاد العالمي قويًا خلال عشرينيات القرن العشرين. وفرت الحرب حافزًا للصناعة وللنشاط الاقتصادي عمومًا. ظهرت الكثير من علامات التحذير التي تنبأت بانهيار النظام الاقتصادي في 1929 والتي لم تفهمها القيادة السياسية آنذاك. غالبًا ما جعلت الاستجابات للأزمة الوضع أسوأ، وأصبحت مدخرات الملايين من الناس عديمة القيمة تقريبًا وأخدت فكرة العمل الثابت ذي الدخل المعقول بالتلاشي.
سعى الكثيرون للحصول على الإجابات في أيديولوجيات بديلة مثل الشيوعية والفاشية. كانوا يعتقدون أن النظام الاقتصادي الرأسمالي ينهار، وأن هناك حاجة لأفكار جديدة لمواجهة الأزمة. كانت الاستجابات الأولى للأزمة مستندة على افتراض أن السوق الحرة سوف تصحح نفسها. لكن هذا لم يفعل الكثير لتصحيح الأزمة أو لتخفيف معاناة الكثير من الناس العاديين. وهكذا، أصبحت فكرة أن النظام القائم يمكن إصلاحه من خلال تدخل الحكومة في الاقتصاد، عوضًا عن الاستمرار في نهج عدم التدخل، بارزة باعتبارها حلًا للأزمة. تحملت الحكومات الديموقراطية مسؤولية تأمين الخدمات الضرورية في المجتمع والتخفيف من الفقر. هكذا ولدت دولة الرفاهية. هذان المبدآن السياسيان والاقتصاديان، الإيمان بتدخل الحكومة ودولة الرفاهية، على عكس الإيمان بالسوق الحرة والمؤسسات الخاصة، سيحددان الكثير من المعارك السياسية لبقية القرن.

#### صعود الديكتاتورية
ظهرت الفاشية لأول مرة في إيطاليا مع صعود بينيتو موسوليني إلى السلطة في 1922. كانت الإيديولوجية مدعومة من قبل نسبة كبيرة من الطبقات العليا لتحدي خطر الشيوعية.
عندما وصل أدولف هتلر إلى السلطة في ألمانيا في 1933، استولى نوع جديد من الفاشية سمي بالنازية على ألمانيا وأنهى تجربة ألمانيا مع الديموقراطية. كان الحزب النازي في ألمانيا مكرسًا لاستعادة الشرف والهيبة الألمانية وتوحيد الشعوب الناطقة بالألمانية وضم أوروبا الوسطى والشرقية لتصح دولًا تابعة، وذلك مع استخدام السكان السلافيين بصفة عمال عبيد لخدمة المصالح الاقتصادية الألمانية. كان هناك أيضًا جاذبية قوية لنقاء عرقي أسطوري (فكرة أن الألمان كانوا «عرق السادة»)، ومعاداة سامية شرسة والتي روجت لفكرة اعتبار اليهود دون البشر ولا يستحقون إلا الإبادة.
استقبل الكثير من الناس في أوروبا الغربية والولايات المتحدة صعود هتلر إلى السلطة بالارتياح أو عدم الاهتمام. لم يروا أي ضرر بوجود ألمانيا قوية مستعدة لمواجهة التهديد الشيوعي في الشرق. كانت معاداة السامية منتشرة خلال الكساد الاقتصادي على نطاق واسع وكان الكثيرون راضين بإلقاء اللوم على اليهود في التسبب بالانكماش الاقتصادي.